# Cheilodipterus persicus
Cheilodipterus persicus är en fiskart som beskrevs av Gon, 1993. Cheilodipterus persicus ingår i släktet Cheilodipterus och familjen Apogonidae. Inga underarter finns listade i Catalogue of Life.